# Якайсола
Якайсо́ла (рос. Якайсола, марій. Якайсола) — присілок у складі Совєтського району Марій Ел, Росія. Входить до складу Ронгинського сільського поселення.

## Населення
Населення — 19 осіб (2010; 34 у 2002).
Національний склад (станом на 2002 рік):
- марі — 100 %